# Annales
Pour les articles homonymes, voir Annales (homonymie).

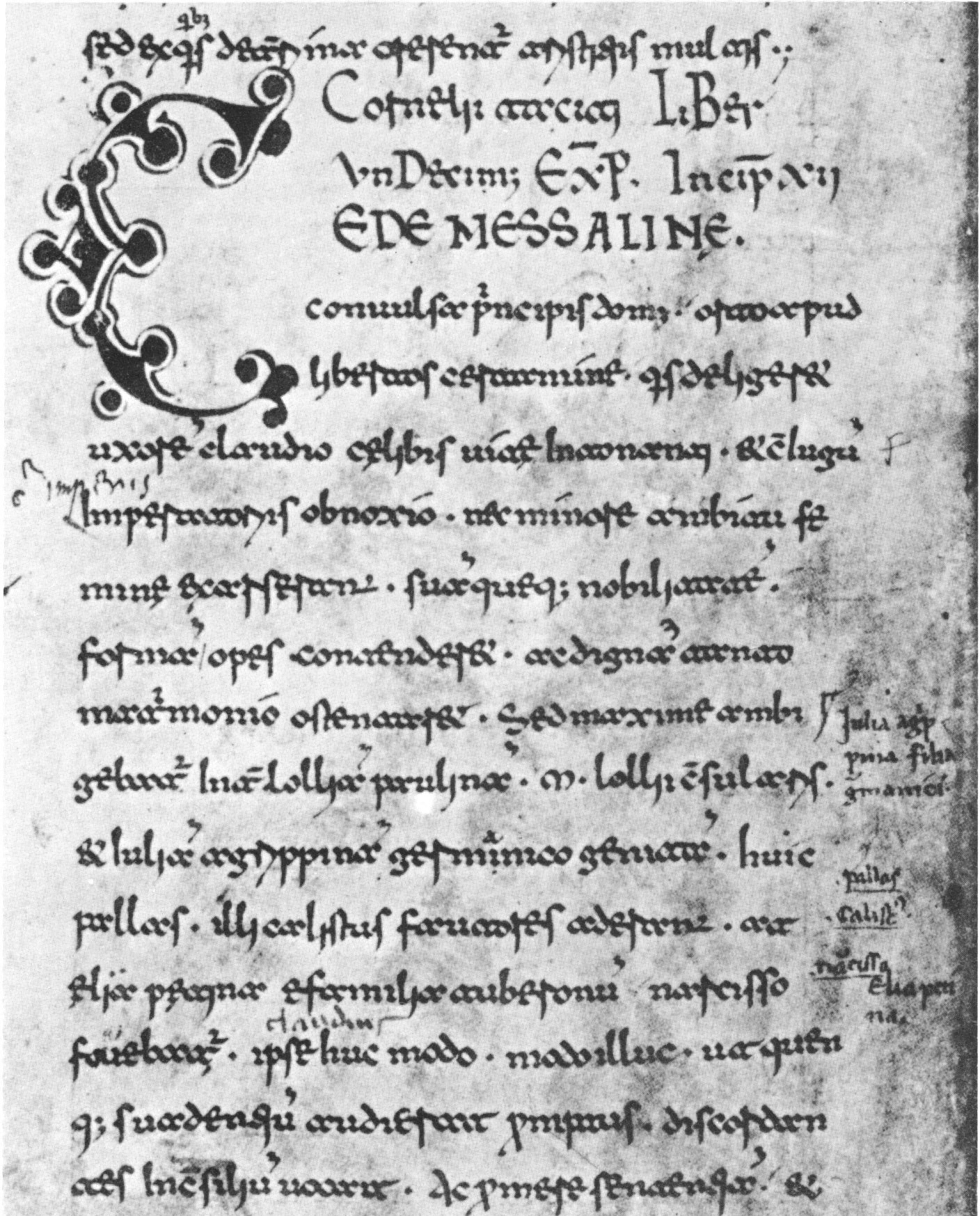
Annales

Les annales (du latin annus, année) sont une forme d’écrit historique, concis, qui détaillent ou recueillent des événements jugés importants, pour chaque année, dans un ordre chronologique.

## Histoire

### Antiquité
Les Annales royales hittites, datant du milieu du second millénaire av. J.-C, et les Annales royales assyriennes racontaient années par années les campagnes militaires des souverains de ces empires.
À Rome, le pontifex maximus notait chaque année les noms des magistrats et quelques événements remarquables dans des récapitulatifs appelés Fastes ou Annales maximi, affichés et consultables par le public. Les premiers historiens romains continuèrent la présentation chronologique par année pour rédiger l'histoire romaine. Une grande partie de ces annales se sont perdues au fil des siècles, comme les Annales de Fabius Pictor, les premières rédigées à Rome au IIIe siècle av. J.-C., mais en grec, langue de culture de l'époque. Parmi celles qui nous sont parvenues, les plus connues sont l'Histoire romaine  de Tite-Live et les Annales de Tacite.

### Moyen Âge
Dans la mesure où le calendrier liturgique était en partie déterminé par la date de Pâques, l’Église prit rapidement l’habitude de dresser des tables indiquant cette date sur plusieurs années, voire plusieurs siècles. Ces tables pascales étaient en pratique de fin livrets dans lesquels les dates de Pâques étaient plus ou moins espacées ; ainsi, certains moines pouvaient brièvement noter les événements importants de l’année. La compilation de ces annales fut initiée par les Irlandais à la fin du VIIe siècle : ainsi furent rédigées les Annales des quatre maîtres, les Annales d'Ulster, les Annales d'Inisfallen et les Annales Cambriae ou Annales du Pays de Galles, l’une des plus anciennes sources de la légende du roi Arthur. La Chronique anglo-saxonne suit également cette présentation d’année par année.
Après avoir été apportés sur le continent par des missionnaires, ces ouvrages furent recopiés, enrichis et poursuivis, notamment dans le royaume d’Austrasie. Au IXe siècle, durant la renaissance carolingienne, l’usage de ces annales devint habituel : citons simplement les Annales regni Francorum (anciennement Grandes Annales de Lorsch), les Annales de Fulda ou encore les Annales de Saint-Bertin. Les annales finirent par perdre progressivement leur style originel pour ressembler de plus en plus aux chroniques, bien que l’usage du terme soit perpétué dans de nombreux documents, dont les Annales de Waverley.

### Depuis leXVIIIesiècle
Dans la littérature moderne, de nombreuses œuvres structurées de manière plus ou moins annuelle se sont donné le titre d'annales. Les Annales ecclésiastiques (it), rédigées par le cardinal Baronius en réponse à l’Historia ecclesiastica (ou Centuries de Magdebourg) des théologiens protestants de Magdebourg, en sont le plus célèbre exemple. L’usage des annales s’est perpétué au XIXe siècle, que ce soit pour conserver la mémoire des évènements année par année (Annual Register, Annuaire de la Revue des deux mondes, etc) ou dans le cadre de recherches sur l’histoire médiévale (Jahrbücher der deutschen Geschichte, Jahrbücher des deutschen Reiches, Richter's Reichsannalen).

## Annales célèbres
Voir la page d’homonymie.